# Banaadir
Banaadir ou Banādir é uma região da Somália, sua capital é a cidade de Mogadíscio.